# Страх и жеља
Страх и жеља (енгл. Fear and Desire) амерички је црно-бијели ратни фим снимљен 1953. у режији Стенлија Кјубрика и његово је прво дугометражно остварење.
Прича филма прати групу војника фиктивне неименоване земље која се током рата нашла иза непријатељских линија. Радња приказује њихове напоре да се врате кући и како их у томе омете дјевојка са којом се сурећу.
Средства за филм Кјубрик је прикупио од стране родбине и пријатеља. Снимање, које је обављено на локацијама у Калифорнији са минималним бројем чланова екипе, обиљежили су технички проблеми и вишеструко прекорачење буџета.
Сам редитељ је своје дјело касније назвао „аматерском вјежбом”.

## Улоге
| Глумац        | Улога            |
| ------------- | ---------------- |
| Давид Ален    | Наратор          |
| Френк Силвера | Мек              |
| Кенет Харп    | Корби / Генерал  |
| Пол Мезурски  | Сиднеј           |
| Стив Којт     | Флечер / Капетан |
| Вирџинија Лит | Дјевојка         |